# Cerkev Matere Božje, Malečnik
Cerkev Matere Božje na Gorci nad naseljem Malečnik je podružnična in romarska cerkev Župnije Sv. Peter pri Mariboru. V času Papeža Frančiška je bila dne 2. junija 2023 z duhovno sorodstveno vezjo pridružena papeški baziliki Marije Velike v Rimu, apostolska penitenciarija pa ji je istega dne z odlokom (reskriptom) podelila privilegij popolnega odpustka, ki ga lahko verniki ob določenih pogojih prejmejo v njej.
Zgrajena je bila v 15. stoletju. V cerkvi se nahaja gotski kip Device Marije z Detetom v naročju, ki mu pripisujejo čudodelne moči, saj naj bi po izročilu ljudje na priprošnjo gorske Marije doživljali ozdravljenja, o čemer pričajo votivne podobe. Je romarski kraj. Zaradi pomembne romarske tradicije je Marijina cerkev na Gorci del mednarodne kulturne Marijine romarske poti, ki vodi iz Čenstohove na Poljskem prek Levoče na Slovaškem do Mariazella v Avstriji. Nato pelje skozi Gradec v Slovenijo in naprej na Hrvaško. Vsakoletni glavni romarski shod je 8. septembra, na praznik Marijinega rojstva, ko se obhaja slovesna sveta maša. Romarji se po tradiciji v cerkvi zberejo že na predvečer, 7. septembra, in v procesiji z lučkami nosijo okrašen kip Device Marije.

## Zgodovina
Prva pisna omemba cerkve se nahaja v pergamentni listini, datirani 12. julija 1493, ki jo hrani štajerski deželni arhiv v Gradcu. Nanjo so napisali željo dveh meščanov Maribora (Krištof in Marjeta Altzweg), da bi redovniki minoriti, ki so imeli samostan ob Dravi, večno molili za njune prednike, po njuni smrti pa tudi zanju. V ta namen sta jim zapustila svoj vinograd pri Nebovi, ki meji na vinograd v lasti »cerkve naše ljube Gospe na Gorci nad Sv. Petrom« v Malečniku.

## Arhitektura
Notranjost je v gotskem slogu, z vitkimi polstebri s čašastimi kapiteli, visokimi barvnimi okni, z zvezdasto razgrnjenim rebrovjem stropa ladje in mrežastim prepletom reber v prezbiteriju. Poznogotska rebra so v prerezu dvojno žlebasta.

### Prenove in poslikave
Cerkev so med leti 1860-1864, v času, ko je župnijo vodil znameniti duhovnik, pesnik in pisatelj Marko Glaser, obnovili. Zvonik je dobil streho z zašiljenimi okenskimi okvirji, okrasnimi fialami in križnimi rožami. Poslikave notranjosti cerkve na svežem ometu so delo furlanskih slikarjev Tomaža Fantonija in Jakoba Brollo, na stenah so podobe iz Marijinega življenja, na oboku pa upodobitve alegorij iz lavretanskih litanij ter angeli z Marijinimi emblemi. Posebnost je poslikan slavolok, na katerem so pod marijinim plaščem upodobljeni njeni častilci, med katerimi sta tudi škof Anton Martin Slomšek in župnik Marko Glaser, v času katerih je potekala obnova cerkve.

## Pridružitev rimski baziliki Marije Snežne
Dne 2. junija 2023 je bila cerkev z duhovno sorodstveno vezjo pridružena rimski Baziliki Marije Snežne ter vpisana na njen seznam najpomembnejših Marijinih cerkva z vsega sveta. S tem je prejela tudi pravico do podelitve popolnega odpustka. Privilegij je Apostolska penitenciarija z odlokom (reskriptom) podelila na prošnjo nadškofa Alojzija Cvikla in župnijskega upravitelja Sebastijana Valentana. Slovesna razglasitev je bila 8. septembra 2023 ob glavnem vsakoletnem romarskem shodu. Popolni odpustek je mogoče prejeti na dan 5. avgusta na praznik Marije Snežne, 8. septembra na praznik cerkve na Gorci ter na slovesne Marijine praznike in dneve, ko v svetišče na Gorco poteka množično romanje. Enkrat letno lahko vernik popolni odpustek na Gorci prejme tudi na dan, ki si ga izbere sam.